# Drottning Elisabeths musiktävling
Drottning Elisabeths musiktävling, (franska): Le Concours Reine Elisabeth, (nederländska): Koningin Elisabethwedstrijd. Tävlingen är uppkallad efter belgarnas drottning Elisabeth, maka till kung Albert I.

## Historia
Drottningen var en av upphovsmakarna till tävlingen som hölls första gången 1937, då under ett annat namn, till minne av den belgiske violinisten Eugène Ysaÿe som dog 1931. Första pristagare var violinisten David Ojstrach, 1938 vann pianisten Emil Gilels. Från 1939 till och med 1950 hölls inga tävlingar bland annat på grund av andra världskriget. Sedan 1951 har tävlingen sitt nuvarande namn och tävlingarna äger, med få undantag, rum årligen. Varje tävling är specialiserad till ett instrument; violin, piano men även komposition, sedan 1988 även sång. 
Efter ansökan till tävlingen, där en ljudupptagning av sökanden presenteras, tas ett antal ut av en jury, sedan följer konserter där slutligen pristagarna väljs ut. Tävlingen finansieras av medel från intäkter, privatpersoner och sponsorer. Priser delas ut från första till sjätte plats. Prissummorna (2008) varierar från 7 000 till 20 000 € (euro). Utöver detta tillkommer för bland annat förstapristagaren en mängd konserttillfällen och en inspelning på CD-skiva.

## Tidigare vinnare
Ett urval av pristagare kan nämnas:

### Violin
- David Ojstrach, 1937
- Philipp Hirshhorn, 1967
- Vadim Repin, 1989
- Baiba Skirde, 2001
- Sergej Chatsjatrjan, 2005
- Ray Chen, 2009

### Piano
- Emil Gilels, 1938
- Vladimir Asjkenazi, 1956
- Abdel-Rahman El-Bacha, 1978
- Frank Braley, 1991
- Severin von Eckardstein, 2003
- Anna Vinnitskaja, 2007
- Denis Kozhukhin, 2010

### Komposition
- Hendrik Hofmeyr, 1997
- Uljas Pulkkis, 1999
- Sören Nils Eichberg, 2001
- Jeon Minje, 2010

### Sång
- Cristina Gallardo-Domâs, 1992 (femtepristagare)
- Marie-Nicole Lemieux, 2000
- Iwona Sobotka, 2004
- Szabolcs Brikner, 2008